# 肯特的迈克尔王妃
肯特迈克尔王妃（Princess Michael of Kent，1945年1月15日—），全名瑪麗·克里斯蒂·安娜·艾格尼絲·海德薇·艾達·馮·雷尼茨（Marie Christine Anna Agnes Hedwig Ida von Reibnitz），是英國迈克尔王子的妻子，英国国王乔治五世的孙媳妇，英國王室成員，与丈夫迈克尔王子育有一子一女。

## 头衔
- 1945年1月15日 – 1978年6月30日：瑪麗·克里斯蒂·馮·雷尼茨女男爵（Baroness Marie Christine von Reibnitz）
- 1978年6月30日 – 至今：肯特麥可王妃殿下（HRH  Princess Michael of Kent）

### 榮譽
- 英国
  -  伊麗莎白二世女王白金禧紀念章（英语：Queen Elizabeth II Platinum Jubilee Medal） (Recipient of the Queen Elizabeth II Platinum Jubilee Medal)
  -  伊麗莎白二世女王鑽禧紀念章（英语：Queen Elizabeth II Diamond Jubilee Medal） (Recipient of the Queen Elizabeth II Diamond Jubilee Medal)

#### 其他榮譽
- 馬爾他騎士團
  -  馬爾他騎士團大十字榮譽與奉獻女騎士 (Dame Grand Cross of Honour and Devotion of the Sovereign Military Order of Malta)
- 梵蒂冈
  - 仁慈聖母瑪利亞會（英语：Order of the Blessed Virgin Mary of Mercy）女爵士 (Dame of the Order of the Blessed Virgin Mary of Mercy)